# 久保田藩

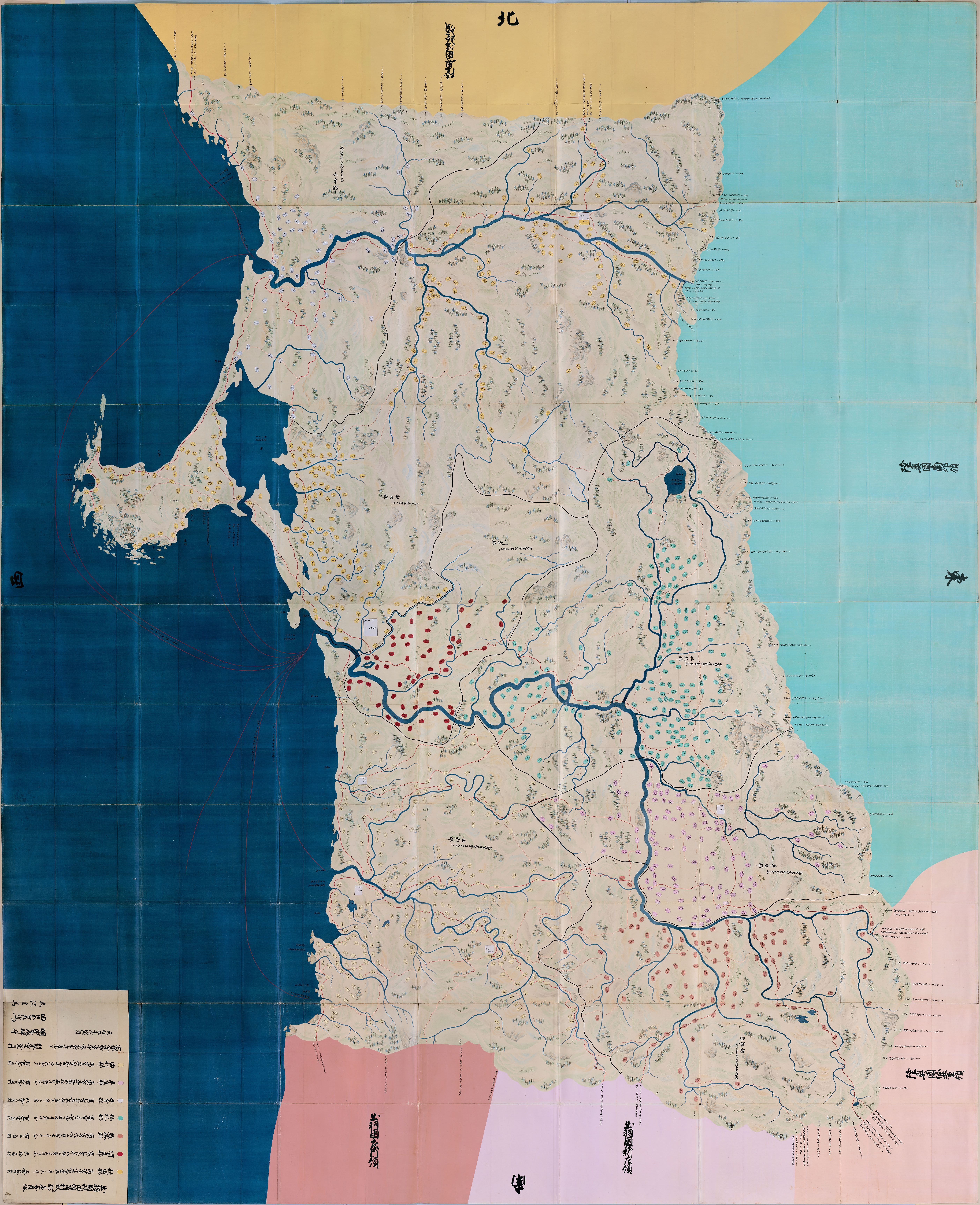
『天保国絵図』より「出羽国秋田領」

久保田藩（くぼたはん）は、江戸時代の藩の一つ。秋田藩（あきたはん）とも呼ばれる。久保田城を居城とし、藩主は佐竹氏が治めた。佐竹氏は室町時代以来の常陸守護の家柄であったが、関ヶ原の戦いにおける挙動を咎められて出羽国（後の羽後国）秋田へ移封された。表高は約20万石、実高は約40万石。家格は大広間詰国持大名。
支藩として新田分知された家が2家ある他、2代義隆の実家亀田藩（岩城氏）が事実上の支藩となっていた時期もあった。

## 沿革
秋田・仙北地方は、戦国期には秋田氏・戸沢氏・六郷氏・小野寺氏などが治めていたが、関ヶ原の戦い後の慶長7年（1602年）に小野寺氏は改易、他は多くが常陸国へ転封となり、代わって佐竹氏が入封する事により近世大名支配が始まった。久保田入封以前の佐竹氏は常陸一国54万石の大身大名であったが、久保田藩の表高は当初明示されず、60年以上経った寛文4年（1664年）に計20万5,800石と決定された。そのため、常陸以来の膨大な家臣団を抱えて財政は慢性的に苦しい状態が続き、宝暦4年の藩札発行に起因する佐竹騒動を初め、政の混乱や領民の一揆が多発した。
そんな中でも歴代藩主は文教事業に熱心に取り組み、三代義処による藩史編纂局「秋田史館」創設、八代義敦（曙山）による「秋田蘭画」創設、九代義和による藩校「明徳館」設立などの業績が知られている。
江戸時代後期には二度にわたり蝦夷地警備に就いた。最初の蝦夷地警備は文化4年（1807年）で幕命を受けて箱館に守備兵を派遣したが約40日ほどで帰藩を許された（文化露寇）。
さらに幕末、安政2年（1855年）に東北の弘前藩、盛岡藩、仙台藩とともに幕府から蝦夷地の警備を命じられ、藩は日本海沿岸とオホーツク海沿岸の神威岬から知床までの海岸線と周辺の島々が警備範囲とされた。安政3年（1856年）には増毛に拠点となる元陣屋を置き、宗谷や樺太にも陣屋を置いた。安政6年（1859年）に幕府が蝦夷地分領政策へ転換すると、東北からは先の4藩に鶴岡藩と会津藩を加えた各藩が蝦夷地の分与を受けた。警備と開拓は12年にわたったが、陣屋の建物は簡素だったため多くの凍死者や病死者が出たほか、冬季の野菜不足による水腫病（壊血病）もあり多い年には30人以上が病死したといわれている。
明治維新に際しては、当初は奥羽越列藩同盟に参加していたが、藩内では平田篤胤の思想をなぞる尊皇攘夷派が形成されていたこともあり、仙台藩の使者を斬ったうえ同盟を破棄した。尊攘派の中心は吉川忠行・忠安親子であり、忠安は平田国学の私塾たる雷風義塾を創設している。忠安は『開花策論』において尊皇思想を説き12代藩主佐竹義堯がこれを容れたための、一藩での官軍参加であった。孤軍奮闘状態で奥羽越列藩同盟軍に対抗したが、明治政府が派遣した佐賀藩兵の助けもあって持ちこたえた（秋田戦争）。四面楚歌の状況下で錦の御旗を守ったこの事実は成田為三作曲の「秋田県民歌」の三番にも記されている。
慶応4年閏4月21日（1868年6月11日）発布の政体書に於いて府藩県三治制が布かれ、佐竹氏の地方政権が正式名称として「久保田藩」になった。しかしこの地方の古来よりの呼称は「秋田」であり、「久保田」は300年来の称とはいえ元は一小村の俗称に過ぎないとして、明治4年1月9日（1871年2月27日）に政府へ藩名変更の願書を提出し、同年1月13日（3月3日）に秋田藩と改称した。これが同年7月14日（8月29日）の廃藩置県で「秋田県」が置かれることに繋がった。

## 領地・石高
この節では、寛文4年（1664年）に石高が確定するまでの変遷を記す。以後は長く変わらないが、幕末には蝦夷地の一部が与えられ、また戊辰戦争後に支藩の岩崎藩へ雄勝郡の一部を割譲している。

### 秋田六郡
関ヶ原の戦いから2年後の慶長7年5月8日（1602年6月27日）、佐竹義宣は徳川家康から突然国替の命令を受け、与力大名であった蘆名盛重、岩城貞隆、多賀谷宣家、相馬義胤と共に関東・南陸奥の領地をすべて没収された（相馬義胤のみ同年10月に改易撤回）。国替の命令というのは「義宣は羽州に於て替地を賜へし」というもので、具体的な場所も石高も明らかにされていなかった。転封先で得られる収益の規模、賄える家臣の数が判らないため、義宣は家老・和田昭為に対し、俸禄の削減と小禄家臣の召し放ちを予告する書状を出している。またこの書状によると、この時点で義宣は転封先を「最上」と推測していたらしい。
同年7月27日（1602年9月12日）、改めて判物が下されて転封先は明らかになったが、「出羽国之内秋田・仙北両所進め置き候、すべて御知行あるべく候也」というだけで、なお石高は不明であった。この「秋田・仙北」は秋田六郡のことで、秋田郡・檜山郡（後の山本郡）・豊島郡 （後の河辺郡）・山本郡（後の仙北郡）・平鹿郡・雄勝郡を指す。
秋田六郡の石高が20万石と決定するのは寛文4年4月5日（1664年4月30日）で、2代藩主佐竹義隆の治世後期になってからである。この時に義隆は幕府へ高辻帳を提出して、当時の実高である32万石の公認を求めたものの、認められなかった。これ以前には正式な石高は無かったことになるが、諸役負担や他の大名との席次などから推測すると、その時々によるが15万石から30万石超に相当する扱いを受けていたと考えられている。

### 薬師寺11ヶ村
慶長10年10月17日（1605年11月27日）に幕府から追加で与えられた土地で、下野国河内郡の7ヶ村（薬師寺村、町田村、田中村、仁良川村、東根村、磯部村、絹板村）と絹板村の枝村である花田村、都賀郡の3ヶ村（萱橋村、飯田村、山田村）からなる。現在の栃木県下野市・小山市に跨る地域で、惣名として薬師寺と呼ばれた。石高は最初の検地で5,414石、後に新田400石を加えて、寛文4年の決定時に5,818石である。秋田六郡と合わせて約20万5,800石になる。
義宣は参勤交代の際、奥州街道の脇道にある薬師寺へよく立ち寄っており、鷹狩りを楽しんだり、塩原温泉から運ばせた湯で湯治を行ったりしていた。

### 百三段3ヶ村
山形藩主最上義俊が改易された直後の元和8年10月12日（1622年11月14日）、旧最上領の一部であった由利郡の百三段（ももさだ）を、久保田藩領の一部と交換している。由利郡の北端にある百三段新屋村、百三段浜田村、百三段石田坂村の3ヶ村で、久保田城に非常に近接しており軍事的に脅威となっていたことから、最上氏改易に伴い由利郡接収を命じられたのを絶好の機会として義宣が幕府に働きかけたものである。石高は、正保4年（1647年）の「出羽国一国絵図」によると3ヶ村合わせて688石である。
百三段3ヶ村はこれ以降、由利郡から河辺郡へ移ることになるが、引き換えにした久保田藩領の土地がどこであったかは、明確な史料が無く判明していない。一説として、由利郡接収の際に久保田藩の軍勢を待機させた「由利領境目」の村（君ヶ野村、名ヶ沢村、桂根村、大沢郷のうち木売沢村）が後に亀田藩領となっていることから、これらの村が元は久保田藩領で、河辺郡（豊島郡）などから由利郡へ移ったのではないかと考えられている。

## 財政
藩政初期は山からの収入が大きな柱とされていた。鉱山としては院内銀山・阿仁銅山などが稼働していたが、17世紀には産出量が激減し、銅山のみの稼働となる。林業では軍艦・城用木材として秋田杉が有名で、家老渋江内膳の「国の宝は山なり」との言葉が残されている。だが乱伐によって林業も一時衰退し、林政改革が必要になった。
久保田藩にとってもう一つの財源は米であり、数度に渡る検地を実行し、年貢率を定めた「黒印御定書」を各村に配した。天明3年の大飢饉で荒廃した耕地の再生のため、荒廃地であれば直轄地、家臣知行地問わず耕作を認めた。さらには藩政を通じて新田開発に注力し、家臣団が開発した新田は全て家臣団の知行地とすることで開発への意欲を高めた。藩財政が逼迫するにつれ、それは三分の一が辛労免高となる注進開に制度を改められるものの、その努力の結果、享保14年（1729年）には実高が38万石を超えた。ただし、知行地のほぼ7割が家臣団の地方知行地であり、また農村に投機した富農・商人と貧農との格差が広がった。
殖産興業にも努め、能代春慶塗、川連漆器などの特産品育成と同時に、杉・漆・煙草・菜種を始めとする換金作物も奨励した。しかし、同時に農民らが稲作を疎かにすることを案じ、農民の売買には重税を課した。これにより農民が商人と化すことを防いだが、商業において目覚しい発展を遂げることはできなかった。養蚕産業に藩主導で手を出し、3,000両の借財を残して撤退したこともある。
これらの税収があった久保田藩だが、実情以上の家臣団と彼らの占める知行地により、財政は常に圧迫されていた。享保6年（1721年）には家老の今宮大学が組織の簡略化と家臣からの知行借上、畑作の奨励などの実施に乗り出し、一部成功した部分はあるものの、財政難を根本的に解決することができなかった。宝暦4年（1753年）に銀札仕法を制定。これは藩が発行する銀札で銀を買い上げようとする制度だったが、結果として銀札は大暴落し、それと匁が連動していたため物価の高騰を招いた。翌年の大凶作はそれに拍車をかけ、宝暦7年、藩内で銀札推進派と反対派の内紛を引き起こした。紆余曲折の末に推進派を死罪に処すなどしてようやく解決された。(秋田騒動)
久保田藩では四年に一度の頻度で凶作に見舞われて飢饉が発生した。その度に藩財政は打撃を受け、荒廃した土地を生み出した。特に天保4年（1833年）の大凶作は「巳年のケカチ」と言われ、藩の人口のうち4分の1が餓死したとの記録がある。
戊辰戦争では周囲の奥羽列藩を敵としたことで領地の2/3に及ぶ広範囲が戦火に晒され、しかも新政府軍に与して列藩同盟軍に攻撃された周辺諸藩の藩主・藩士や西国からの援軍の賄いをすべて久保田藩が負担したため、軍事費の面でも藩財政を締め上げた。戦後に政府から与えられた賞典は戦費・戦災にまったく見合わない少額に過ぎず、借財に耐えかねた久保田藩は加護山製錬所での貨幣鋳造で凌ごうとしたが、箱館戦争が終結した明治2年5月（1869年6月）に政府は各藩独自の藩札発行・貨幣鋳造を禁止した。久保田藩は禁止以後も密鋳を続けていたとして政府で問題視され（藩の内紛から密告が行われたと言われている）、明治4年末に元勘定奉行の佐藤時之助・大山茂治右衛門ら11人の大量処罰が行われた（秋田贋金事件）。この他にも八坂丸外債事件や初岡敬治事件などもあり、政府から厳しい目で見られることになった久保田藩は、廃藩置県直前に旧藩主佐竹義堯が「戊辰の功殆んど泡影に属し候様に立ち至り候」と嘆く事態に陥っていた。

### 専売品
蚕、漆蝋、木材が久保田藩の専売品であった。

## 城地
入封当初は、秋田氏の居城であった土崎湊城に入り、初代義宣の父義重を六郷城（秋田県美郷町六郷）に配するなど、横手・大館・能代・十二所及び角館などの要所にそれぞれに佐竹一族や有力家臣を配置した。これは反佐竹一揆が各地で勃発していたからである。
その後、佐竹義宣は秋田郡保戸野に新城を築城し本拠とした。この地は北東と東を山で遮り、旭川を掘り換えて西側外堀とした。羽州街道を西に配したことから四神相応の地に近しいものとした。本丸を含む城域は現在の千秋地区がそれに相応する。
久保田城下町は外町（とまち）と呼ばれる町人町が現在の大町・旭北及び旭南の地域に配された。しかし侍町及び足軽町は城下周辺の中通・南通・楢山・保戸野・手形・川口に配置され、その範囲は町人町より広い。久保田城下が侍の町である証左であろう。1885年（明治18年）に行われた人口調査によると、当時の秋田町（久保田町から改称）の総人口30,254人のうち士族は13,444人（44.4%）で、秋田県全体の総人口642,930人のうち士族は34,947人（5.4%）であった事と比べて明らかに士族が集中している事が判る。これは一般士族が生活に困窮し城下町から離散し始めた時期の調査であるため、廃藩置県時点での士族人口比は更に高く半々程度であったと考えられている。
その後、幕府より一国一城令が発せられ多くの城は取り潰されるが、久保田藩は久保田の本城以外に、横手と大館の2城の存続を許される。これらは久保田藩の地方統制の一環に貢献した。この城や館に配された重臣は所預（ところあずかり）と呼ばれ、彼らも各自の家臣団を率いていたため、城地は小城下町として栄えた。
なお、佐竹一族には本家の他に有力な4家があり、常陸時代の拠点の位置に由来してそれぞれ東家、西家、南家、北家と呼ばれる。西家（小場氏、後に佐竹姓を許される）は大館、南家は湯沢、北家は角館に配され、東家は4家の筆頭として久保田城下に常住した。このように久保田藩では近世に入っても地方知行制が強く行われており、藩政中期以降は藩主の権限強化の動きに対し内紛の元となることもあった。なお、佐竹4家に藩主の相続権はなかったが、支藩の養子を経て藩主を相続したケースはある。4家の子孫としては、東洋製作所元社長佐竹義利が東家第18代当主、秋田県知事佐竹敬久が北家21代当主である。

### 本城
- 久保田城（慶長9年築城）：秋田県秋田市千秋公園

### 持ち城
- 横手城（戦国期築城）：秋田県横手市城山町（城代：戸村氏）
- 大館城（天正年間築城）：秋田県大館市中城（城代：佐竹西家）

### 館
- 角館（城）：秋田県仙北市角館（所預：佐竹北家）
- 湯沢（城）：秋田県湯沢市古館山（所預：佐竹南家）
- 檜山（城）：秋田県能代市檜山（所預：多賀谷氏）
- 十二所（城）：秋田県大館市十二所（所預：茂木氏）
- 院内（城）：秋田県湯沢市上院内（所預：大山氏）

## 家老
以下、家老になりうる家を家格順に記す。ただし、廻座は本家のみ記載し、引渡分家を割愛した。

### 引渡一番座
- 佐竹北家（出羽角館所預・藩主一門）維新後男爵

```
佐竹義隣
 - 
義明
 - 
義命
 - 
義拠
＝
義邦
 - 
義躬
 - 
義文
 - 
義術
＝
義許
＝
義倫
＝
義尚
```

- 佐竹西家（出羽大館所預・藩主一門）維新後男爵 もとは小場氏であり、万治元年（1658年）頃、3代義房の時、佐竹姓を許された。

```
小場義成
 - 
義易
＝
佐竹義房
 - 
義武
＝
義方
＝
義村
（妻は石塚義敬の娘） - 
義休
（妻は石塚義陳の娘）- 
義種
 - 
義幹
 - 
義茂
 - 
義遵
 - 
正一
```

- 石塚氏（藩主一門。秋田に国替後は家老職となる）

```
石塚義辰
（小場義成の弟）- 義全＝
義里
（
佐竹義章
の三男） - 義據＝
義敬
（
佐竹義秀
の子） - 義陳 - 義智 - 義保 - 義貞
```

- 大山氏（出羽院内所預・藩主一門）
- 戸村氏（十太夫家）（出羽横手所預・藩主一門）

```
戸村義国
 - 義宗 - 義連 - 義輔（義寛） - 義見 - 義孚 - 義敬 - 
義通
 - 
義效
 - 義得
```

- 今宮氏（藩主一門。初期は修験・社人頭領を世襲）

今宮道義 - 義賢 - 義教 - 永教＝義透（弟） - 義敷＝義栄（弟） - 義雄
- 小野岡氏（藩主一門）
- 岡本氏（藩主一門格）
- 古内氏（藩主一門）

### 引渡二番座
- 佐竹東家（久保田城下）佐竹四家筆頭、維新後男爵
- 佐竹南家（出羽湯沢所預・藩主一門 ）維新後男爵

```
佐竹義章 - 義著 - 義敞 - 義安 - 義伯＝義持（義安の子）＝義舒（義伯の子）＝
義以
（※
早川処久
の子） - 
義良
 - 
義珍
 - 
義孟
 - 
義誠
＝
義隣
（※
早川睦友
の子）＝
義雄
（※
早川珍保
の子） - 
義質
＝
義輔
（
義質
の弟）
```

　（※早川氏は佐竹義種の次男・宣直を祖とする佐竹氏一門。なお、早川珍保は義珍の子で義孟の実弟である。）
- 真壁氏
- 宇都宮氏

```
宇都宮宗安（結城朝勝）
＝光綱（
真壁氏幹
の甥・重幹の次男） - 亮綱＝典綱 - 充綱＝
武綱
（
佐竹義智
の次男、のちの佐竹義路）＝章綱＝孫綱 - 重綱 - 孟綱
```

- 多賀谷氏（出羽檜山所預・藩主一門）　＊歴代当主の諱の一文字目（太字）は佐竹氏久保田藩歴代藩主から偏諱の授与を受けたものである。

```
多賀谷
宣
家
＝
隆
経（彦太郎）＝
隆
家（隆経の実弟） - 
隆
経（将監）＝
格
重（
戸村処風
の子）＝
峯
経
（格重の実弟）＝
峯
章（
戸村義見
の三男） - 
敦
敬＝
敦
候（
佐竹義智
の三男） - 
和
経 - 
厚
孝
 - 
睦
貞＝
睦
昭（睦貞の弟、のち家知）
```

- 茂木氏（出羽十二所所預）
- 秋田伊達氏　＊歴代当主の諱の一文字目（太字）は佐竹氏久保田藩歴代藩主から偏諱の授与を受けたものである。

```
伊達盛重
＝
宣
宗
（
佐竹義久
の子） - 
隆
宗
 - 
処
時
＝
処
宗
（
佐竹義秀
の子） - 
峯
宗
 - 
敦
宗
＝
敦
重
（敦宗の実弟） - 
和
宗
```

- 武茂氏
- 矢田野氏
- 塩谷氏
- 松野氏（のちに廻座へ）
- 須田氏（のちに廻座へ）

### 廻座（一部）
- 向氏（出羽横手組下支配）
- 渋江氏（出羽刈和野組下支配）　＊歴代当主の諱の一文字目（太字）は佐竹氏久保田藩歴代藩主から偏諱の授与を受けたものである。

```
渋江政光
 - 
宣
光＝光久＝
隆
光（
佐竹義章
の子）＝
処
光＝
格
光 - 
峯
光 - 
局
光＝
明
光 - 
敦
光＝
和
光 - 
厚
光
```

- 須田氏（引渡二番座より）
- 松野氏（引渡二番座より）
- 疋田氏

```
疋田定盛 - 定靜 - 定常 - 定綱（厚綱） - 定紀 - 定経
```

- 佐藤氏
- 梅津氏（出羽角間川組下支配） - 梅津忠昭（俳人・梅津其雫としても有名。吉良義央と交流があった）が知られる[18]。
- 黒澤氏

## 藩邸
- 江戸藩邸は上屋敷が内神田（現在の千代田区内神田二丁目）にあったが、天和2年（1682年）に下谷に移転した。旧屋敷には佐竹秀義を祀る佐竹神社（明治期に無格社となったが　のち神社合祀により稲荷神社と統合、現在は佐竹稲荷神社[19]として残っている）があった。
- 宝永年間当時は上屋敷が下谷七軒町（現在の台東区台東、佐竹商店街周辺[20][21]）、中屋敷が鳥越、下屋敷が深川にあった。また、梅田（現在の足立区梅田六丁目）に抱屋敷を持った[22]。
- 幕末には下谷七軒町に上屋敷、神田佐久間町と本所十間川に中屋敷が、鳥越、本所中之郷、日暮里に下屋敷があった。また、大坂布屋町に大坂藩邸、京都柳馬場通四条上ルに京都藩邸を持つ。

## 菩提寺
本国における菩提寺は万国山天徳寺である。藩主や藩士が江戸で死去した場合には、橋場の妙亀山総泉寺を菩提寺とした。

## 歴代藩主
1. 義宣 1602-1633
2. 義隆 1633-1672
3. 義処 1672-1703
4. 義格 1703-1715
5. 義峯 1715-1749
6. 義真 1749-1753
7. 義明 1753-1758
8. 義敦 1758-1785
9. 義和 1785-1815
10. 義厚 1815-1846
11. 義睦 1846-1857
12. 義堯 1857-1869

## 支藩

### 岩崎藩
岩崎藩（いわさきはん）は久保田藩の支藩。明治維新以前は久保田新田藩（くぼたしんでんはん）あるいは秋田新田藩（あきたしんでんはん）といった。元禄14年（1701年）に久保田藩第3代藩主・佐竹義処が弟の義長に新田2万石を蔵米で分知したことに始まる。以後、義長の官位を受け継ぐ佐竹壱岐守家が治めた。
特定の領地を持たず、久保田藩が蔵米を支給する完全な支藩であり、本藩との結びつきは強かった。藩主は江戸定府で、浅草鳥越に上屋敷を構えて居住していたため、鳥越様と呼ばれた。公家衆御馳走役や駿府加番を勤めた際には久保田藩から援助を受けていたが、久保田藩の財政悪化に伴って蔵米の支給が滞ることがあった。
幕末、王政復古により江戸定府の必要がなくなると、8代藩主義諶も国入りし、慶応4年（1868年）3月、河辺郡椿台（現在の秋田市雄和椿川）に独自の椿台陣屋を構えることになった。このため藩士は「椿台藩」を自称した。しかし同年7月に戊辰戦争（秋田戦争）が勃発したため、実際には陣屋を建設する暇はなく、久保田藩とともに奥羽鎮撫隊（新政府軍）側に立って庄内軍と交戦し、椿台は激戦地となった（椿台の大会戦）。明治2年（1869年）6月、改めて雄勝郡岩崎（現在の湯沢市岩崎）へ移転して「岩崎藩」と改称し、周辺の土地を久保田藩から割譲され、初めて所領を持った。明治4年4月に岩崎藩陣屋を構えたが、同年7月の廃藩置県のため、僅か3ヶ月しか存続しなかった。
歴代藩主は以下の通り。
1. 義長
2. 義道
3. 義忠
4. 義祇
5. 義知
6. 義純
7. 義核
8. 義諶
9. 義理

江戸藩邸は浅草鳥越の上屋敷のほか、池之端に中屋敷が、小石川大塚に下屋敷があった。

### 久保田新田藩
久保田新田藩（くぼたしんでんはん）は、久保田藩の支藩。元禄14年（1701年）に久保田藩3代藩主・佐竹義処が甥の式部少輔義都に新田1万石を分与したことに始まる。享保17年（1732年）に義都の子・豊前守義堅が宗家の養子となったため廃藩する。定府大名。歴代藩主は以下の通り。
1. 義都
2. 義堅

江戸藩邸は、上屋敷が深川高橋、下屋敷は深川元木場にあった。

### 亀田藩
亀田藩（かめだはん）は、出羽国由利郡亀田に政庁を置いた藩。久保田藩の支藩ではないが、一時的に支藩同然の扱いをされたことがあるため、久保田藩との関係を主として概要をここに記載する。
元和8年（1622年）に山形藩主最上氏が改易され、翌元和9年（1623年）に旧最上領のうち亀田へ岩城氏が信濃中村藩から2万石で転封されたことにより成立した。初代藩主・岩城吉隆は久保田藩初代藩主である佐竹義宣の甥であり、後に嫡子がいなかった義宣の養子になって佐竹義隆と改名し久保田藩を嗣いだ。代わって2代亀田藩主となった宣隆も義宣の弟（義隆の叔父）であり、4代藩主秀隆までは佐竹氏の親族であった。そのため検地や城下建設など初期の藩政へ、久保田藩から全面的な支援を受けた。
しかし、領国経営が安定してからも久保田藩は度々藩政に干渉し、独立した大名であるにもかかわらず亀田藩は支藩同然の扱いをされた。また、雄物川舟運を巡っての対立もあり（雄物川一件）、両藩の関係は次第に悪化していった。5代藩主隆韶以降は仙台藩主伊達氏から養子を取っており、佐竹氏との血縁関係は無くなった。
慶応4年（1868年）の戊辰戦争では、当初奥羽越列藩同盟に加盟したものの、12代藩主隆邦は朝廷の上洛命令に奥羽諸大名の中で唯一従い明治天皇に拝謁したほどの勤王派であったことから、久保田藩などとともに同盟を離脱し奥羽鎮撫隊（新政府軍）側についた。しかし、先鋒として最前線で酷使されたこと、監軍・山本登雲助（山口藩士）の横暴な振舞いに耐えかねたこと、庄内軍の猛攻に怖気づいた山本が本荘・亀田を見捨てて秋田へ退却したことにより、亀田藩は庄内藩と和議を結んで再度列藩同盟に加入し、久保田藩を攻撃した。結果的に朝敵となったため、山本に命じられた久保田藩兵の放火によって亀田城は焼失したが、降伏嘆願書を受領した黒田清隆によって難儀な事情を考慮され、隆邦の隠居と2,000石の減封という寛大な処分で済まされた。

## 幕末の領地

### 久保田藩
- 出羽国（羽後国）
  - 秋田郡 - 286村
  - 河辺郡 - 59村
  - 仙北郡 - 181村
  - 平鹿郡 - 115村
  - 山本郡 - 59村
  - 雄勝郡のうち - 55村
- 下野国
  - 都賀郡のうち - 3村
  - 河内郡のうち - 8村
- 西蝦夷地（天塩国）
  - マシケ場所（増毛郡、1867年まで。開拓使直轄領に編入）
- 西蝦夷地（北見国、1867年まで。いずれも開拓使直轄領に編入）
  - リイシリ場所（利尻郡）
  - リイシリ場所（礼文郡）
  - ソウヤ場所の大部分（宗谷郡のうち宗谷岬周辺のサンナイを除く地域）

上記のほか、明治維新後に千島国国後郡の2万石が加わった。

### 岩崎藩
- 出羽国（羽後国）
  - 雄勝郡のうち - 34村

## 久保田藩を題材とした作品
- 漫画『雪の峠』（岩明均）